# Біг-Траут
Озеро Біг-Траут (англ. Big Trout Lake, в перекладі Велике Форельне Озеро) — озеро в окрузі Кенора, що на заході Північного Онтаріо, в Канаді. Тринадцяте за площею в провінції Онтаріо.  Озеро, простягнулося із заходу на схід на 54 км, з півдня на північ на 27 км, займає площу 661 км². Висота на рівнем моря 213 метрів. З озера на захід витікає річка Фавн, яка впадає до річки Северн, що несе свої води до затоки Гудзона — частини Північного океану. Замерзає в листопаді, скресає в травні. Західне узбережжя озера є частиною провінційного парку Фавн Рівер.

## Острови
На озері є багато дрібних островів та два великих: Біг (в центрі озера) та Пост (в північній частині). Острів Біг (англ. Big island) — безлюдний. На острові Пост (англ. Post island) є селище Кітенумейкузіб Іннінууаг (англ. Kitchenuhmaykoosib Inninuwug First Nation) з чисельністю 1 322 чол. Є аеропорт Біг-Траут-Лейк. Острів із суходолом з'єднує міст.